# Dorstenia bonijesu
Dorstenia bonijesu är en mullbärsväxtart som beskrevs av J.P.P. Carauta och M. da C. Valente. Dorstenia bonijesu ingår i släktet Dorstenia och familjen mullbärsväxter. Inga underarter finns listade i Catalogue of Life.